# August Holmgren
August Emil Algot Holmgren, född 10 november 1829 i Västra Ny socken, Östergötlands län, död 30 december 1888 i Stockholm, var en svensk zoolog, främst inom entomologi. Han var bror till Hjalmar, Albert och Frithiof Holmgren.
Holmgren blev lärare i naturhistoria vid Skogsinstitutet där han utnämndes till lektor 1871. Han var entomolog på Lantbruksinstitutet 1880-1886. Han gjorde värdefulla insatser, både som forskare och som praktisk entomolog. Hans många och omfattande arbeten över den stora och svårutredda insektsgruppen Ichneumonidae bland parasitsteklarna skaffade honom stort erkännande, och genom hans verksamhet utvecklades den praktiska entomologin i Sverige avsevärt. Holmgrens många skrifter över  skadeinsekter så som De för träd och buskar nyttiga och skadliga insekterna 1867, Om åkerns vanligaste skadeinsekter 1873, Trädgårdens skadedjur 1880 med flera, var av stor betydelse. Om Holmgrens mångsidiga intresse inom zoologin vittnar hans  Handbok i zoologi som han skrev tillsammans med Hjalmar Widegren och som gavs ut i två band under åren 1865-1871.